# ماتسن راگندورف
ماتسن راگندورف (به آلمانی: Matzen-Raggendorf) یک منطقهٔ مسکونی در اتریش است که در ناحیه گنزرندورف واقع شده‌است. ماتسن راگندورف ۲٬۵۸۳ نفر جمعیت دارد.